# کیلفن
کیلفن (به لاتین: Kilfane) یک منطقهٔ مسکونی در جمهوری ایرلند است که در شهرستان کیلکنی واقع شده‌است.